# Pyrinia brunneoliva
Pyrinia brunneoliva es una especie de polilla de la familia Geometridae. La especie fue descrita por primera vez por Paul Dognin habiendo sido descrita en 1914, con distribución en Colombia. El holotipo de la especie fue descrita en el municipio de Pacho a una altitud de 2200 metros (7217,8 pies) sobre el nivel del mar.